# Manchanahalli, Krishnarajanagara
Manchanahalli là một làng thuộc tehsil Krishnarajanagara, huyện Mysore, bang Karnataka, Ấn Độ.